# Geflügel-Börse
Geflügel-Börse – Zeitschrift für Kleintierzüchter und Naturfreunde wurde 1880 als reine Geflügelzeitschrift in Leipzig herausgegeben. Sie erschien monatlich zweimal im Verlag Jürgens KG, Germering/München und war gleichzeitig Organ des Bundes Deutscher Rassegeflügelzüchter e.V. (BDRG). Eine Zeitschrift für Kleintierzüchter und Naturfreunde erschien seit Kriegsende als „Westdeutsche Ausgabe“, bis zur Einstellung im Jahre 2015 für Gesamtdeutschland. Sie war teils farbig illustriert. Neben Themen und Beiträgen zu Rassegeflügel, Tauben, Vögeln, Hunden, Katzen, Kaninchen, Pelztieren, Haus, Hof und Garten wurden auch Gebiete wie Umwelt- und Naturschutz, Reiseberichte sowie Mitteilungen über das Vereinsleben der Kleintier- und Geflügelzüchter behandelt. In jeder Ausgabe erschienen mindestens zwei bis drei Beiträge zur Vogelhaltung. Der Kleinanzeigenmarkt für Tiere war einer der größten in Deutschland.